# Atwood (Kolorado)
Atwood – jednostka osadnicza w Stanach Zjednoczonych, w stanie Kolorado, w hrabstwie Logan.